# Malabarkievit
De Malabarkievit (Vanellus malabaricus) behoort tot de familie van kieviten en plevieren (Charadriidae).

## Verspreiding en leefgebied
Deze soort komt voor in zuidelijk Pakistan, India, Bangladesh en Sri Lanka.

## Status
De grootte van de populatie wordt geschat op 5.000-10.000 individuen. Op de Rode lijst van de IUCN heeft deze soort de status niet bedreigd.